# Satz von Reuschle

Satz von Reuschle

Der Satz von Reuschle, gefunden und im Jahre 1853 veröffentlicht von dem deutschen Gelehrten Karl Gustav Reuschle, ist ein Lehrsatz der elementaren euklidischen Geometrie und als solcher angesiedelt zwischen Dreiecks- und Kreisgeometrie. Er wird gelegentlich auch als Satz von Terquem bezeichnet, nach dem französischen Mathematiker Olry Terquem, der den Satz bereits 1842 publizierte. Der Satz behandelt eine Fragestellung über Schnittpunkteigenschaften gewisser Ecktransversalen, die man in ähnlicher Form etwa im Zusammenhang mit der Euler-Geraden und dem feuerbachschen Neun-Punkte-Kreis antrifft. Der Beweis von Reuschles Lehrsatz beruht auf dem Sekantensatz sowie dem Satz von Ceva und dessen Kehrsatz.

## Formulierung des Satzes
Der Satz lässt sich in moderner Formulierung angeben wie folgt:
Es seien  in der euklidischen Ebene ein Dreieck {\displaystyle ABC} gegeben sowie ein Kreis {\displaystyle {\mathcal {K}}} , welcher aus jeder Dreiecksseite eine Kreissehne ausschneiden möge.
Dabei sei für den Eckpunkt {\displaystyle X\in \{A,B,C\}} die in der gegenüberliegenden Dreiecksseite enthaltene Kreissehne die Strecke {\displaystyle {\overline {{X_{1}}{X_{2}}}}\;(X_{1},X_{2}\in {\mathcal {K}}\;,\;X_{1}\neq X_{2})},  also {\displaystyle {\overline {{A_{1}}{A_{2}}}}\subsetneqq {\overline {BC}}\;,\;{\overline {{B_{1}}{B_{2}}}}\subsetneqq {\overline {AC}}\;,\;{\overline {{C_{1}}{C_{2}}}}\subsetneqq {\overline {AB}}}  .
Jeder Eckpunkt {\displaystyle X} werde mit den beiden gegenüberliegenden Sehnenendpunkten {\displaystyle X_{1},X_{2}} durch die zugehörigen Ecktransversalen {\displaystyle {XX_{1}},{XX_{2}}} verbunden. 
Dann gilt:
Treffen sich die ersten drei Ecktransversalen {\displaystyle {AA_{1}},{BB_{1}},{CC_{1}}} in einem gemeinsamen Schnittpunkt {\displaystyle S_{1}}, so treffen sich die anderen drei Ecktransversalen {\displaystyle {AA_{2}},{BB_{2}},{CC_{2}}} ebenfalls in einem gemeinsamen Schnittpunkt {\displaystyle S_{2}}.
Mit anderen Worten:
Legt man in einem Dreieck {\displaystyle ABC} der euklidischen Ebene durch einen gegebenen inneren Punkt {\displaystyle S_{1}\in (\operatorname {conv} \{A,B,C\})^{\circ }} die drei zugehörigen Ecktransversalen mit den Fußpunkten {\displaystyle A_{1}\in {\overline {BC}},B_{1}\in {\overline {AC}},C_{1}\in {\overline {AB}}} und schneidet der Umkreis des Fußpunktdreiecks {\displaystyle A_{1}B_{1}C_{1}} aus den Dreiecksseiten drei Kreissehnen  {\displaystyle {\overline {{A_{1}}{A_{2}}}}\subsetneqq {\overline {BC}}\;,\;{\overline {{B_{1}}{B_{2}}}}\subsetneqq {\overline {AC}}\;,\;{\overline {{C_{1}}{C_{2}}}}\subsetneqq {\overline {AB}}}   aus, so haben die so gegebenen Ecktransversalen {\displaystyle {AA_{2}},{BB_{2}},{CC_{2}}} ebenfalls einen gemeinsamen Schnittpunkt {\displaystyle S_{2}} .